# Hurst (Texas)
Hurst ist eine Stadt im Tarrant County im US-Bundesstaat Texas in den Vereinigten Staaten. Das U.S. Census Bureau hat bei der Volkszählung 2020 eine Einwohnerzahl von 40.413 ermittelt.

## Geographie
Die Stadt liegt nördlich von Fort Worth im mittleren Nordosten von Texas, ist im Norden etwa 85 Kilometer von Oklahoma entfernt und hat eine Gesamtfläche von 25,6 km².

## Geschichte
Benannt wurde die Stadt nach William L. Hurst, einem Siedler aus Indiana, der sich nach dem Amerikanischen Bürgerkrieg hier niederließ und das Land stiftete.

## Demografische Daten
Nach der Volkszählung im Jahr 2000 lebten hier 36.273 Menschen in 14.076 Haushalten und 10.261 Familien. Die Bevölkerungsdichte betrug 1.414,7 Einwohner pro km². Ethnisch betrachtet setzte sich die Bevölkerung zusammen aus 85,98 % weißer Bevölkerung, 4,13 % Afroamerikanern, 0,64 % amerikanischen Ureinwohnern, 1,83 % Asiaten, 0,29 % Bewohnern aus dem pazifischen Inselraum und 5,20 % aus anderen ethnischen Gruppen. Etwa 1,93 % waren gemischter Abstammung und 11,02 % der Bevölkerung waren spanischer oder lateinamerikanischer Abstammung.
Von den 14.076 Haushalten hatten 33,5 % Kinder unter 18 Jahre, die im Haushalt lebten. 57,2 % davon waren verheiratete, zusammenlebende Paare. 11,6 % waren allein erziehende Mütter und 27,1 % waren keine Familien. 22,4 % aller Haushalte waren Singlehaushalte und in 7,2 % lebten Menschen, die 65 Jahre oder älter waren. Die Durchschnittshaushaltsgröße betrug 2,56 und die durchschnittliche Größe einer Familie belief sich auf 2,99 Personen.
25,5 % der Bevölkerung waren unter 18 Jahre alt, 8,3 % von 18 bis 24, 30,3 % von 25 bis 44, 23,6 % von 45 bis 64, und 12,4 % die 65 Jahre oder älter waren. Das Durchschnittsalter war 37 Jahre. Auf 100 weibliche Personen aller Altersgruppen kamen 94,6 männliche Personen. Auf 100 Frauen im Alter von ≥ 18 Jahren kamen 91,2 Männer.

Das jährliche Durchschnittseinkommen eines Haushalts betrug 50.369 USD, das Durchschnittseinkommen einer Familie 57.955 USD. Männer hatten ein Durchschnittseinkommen von 40.734 USD gegenüber den Frauen mit 29.551 USD. Das Prokopfeinkommen betrug 23.247 USD. 6,6 % der Bevölkerung und 4,5 % der Familien lebten unterhalb der Armutsgrenze. Davon waren 10,4 % Kinder und Jugendliche unter 18 Jahren und 3,7 % waren 65 oder älter.